# 남편의 키스
《남편의 키스》는 2001년 10월 12일에 MBC에서 방영한 베스트극장이다.

## 등장 인물

### 주요 인물
- 견미리 : 희정 역
- 정성모 : 경수 역 - 희정의 남편

### 주변 인물
- 윤여정 : 희정의 친정어머니 역
- 차주옥 : 희정의 친구 역

### 그 외 인물
- 최은숙
- 이숙 : 식당 주인 역
- 김수연
- 신승주
- 이영희
- 김현숙
- 박형선 : 변호사 역
- 최윤정
- 손민경 : 내연녀 남유정 역
- 조정은 : 민아 역 - 경수와 희정의 딸